# Vymahačka
Vymahačka je román Martina Müllera publikovaný roku 2025 v nakladatelství Paseka. Jde o thriller s prvky noir a sociálního dramatu, odehrávající se v Ostravě v polovině 90. let.
Příběh sleduje osudy dvou kamarádek, které se dostanou k práci vymahaček dluhů. Ta je postupně zavádí do hlubin ostravského a jesenického podsvětí, kde se střetávají s různými podobami porevolučního chaosu. Když jedna z nich za podezřelých okolností zmizí, druhá se vydává po jejích stopách, které ji zavádějí do nočních klubů, krachujících továren, podniků řízených bývalými estébáky a tajemných míst Jesenických hor. Postupně se dostává do konfliktu nejen s nevyzpytatelným šéfem vymahačské agentury, ale i podivínským detektivem s temnou minulostí.
Román tematizuje ztrátu iluzí, deziluzi z porevoluční reality a přežití v drsné době, která nahrává cynismu, brutalitě a sobectví. Podobně jako autorova prvotina vrací do 90. let, pracuje s psychologickou manipulací, odhaluje nátlakové postupy při vymáhání dluhů a zachycuje machinace s nedobytnými pohledávkami, které negativně ovlivnily privatizaci v Česku a přispěly k pádu největší české porevoluční banky IPB. Dílo je inspirováno historkami autorovy matky, která tuto profesi v dané době skutečně vykonávala.

Knihu doprovodil citátem na obálce známý český autor Leoš Kyša: Příběh, který vás chytne pod krkem a praští s vámi o politý pult v herně plné ztracených existencí.
| Nejhorší problém, co jsem zatím řešila, byl ožralý zedník na Šumpersku, který nám zalil výfuk cementem. Nebo vlci na východním Slovensku, co se stahovali kolem našeho auta. Tohle je prý jiná liga. Tenhle chlápek je nebezpečný. A ona mě v tom nechala samotnou. Je to tu bezútěšné, pusté a bez známek inteligentního života. Připomíná mi to Ostravu v neděli ráno. Maringotka leží v poli uprostřed mlžných jesenických lesů jako mrtvola osamělého zvířete. Nad ní krouží hejno krákajících černých ptáků. Vítr mi rejdí ve vlhnoucích vlasech. Nadechnu se. Zavřu oči. Vykročím. |
| Úvod z knihy |

## Ohlasy
Román získal od kritiků vesměs pozitivní přijetí. Podle recenze na serveru iDnes.cz jde o fascinující konglomerát drsnosti a elegance, který vyniká kompozicí, rozvíjením děje i jazykem. Podle České televize jde o další návrat do devadesátek, který nabízí atraktivní kulisy a témata.